# Flydubai
Dubai Aviation Corporation (араб. مؤسسة دبي للطيران), торгова марка flydubai (араб. فلاي دبي, стилізована як flydubai), бюджетна авіакомпанія, яка виконує рейси з ІІ терміналу Міжнародного аеропорту Дубай. Слоган компанії Get Going.

## Історія
Flydubai була заснована у липні 2008 року урядом Дубаю. Попри те, що компанія не була створена як підрозділ The Emirates Group, авіакомпанія Emirates Airline допомагала flydubai на початковій фазі розвитку. 14 липня 2008 року на Міжнародному авіакосмічному салоні у Фарнборо flydubai підписала тверде замовлення на 50 літаків Boeing 737—800 з виробником Boeing на суму $3.74 мільярди з опціоном на зміну замовлення на Boeing 737-900ER в залежності від потреби авіакомпанії. Перші літаки надійшли flydubai 17 травня 2009 року. Комерційні польоти авіакомпанія розпочала 1 червня того ж року у міста Бейрут (Ліван) та Амман (Йорданія). З того часу маршрутна мережа перевізника значно розширилась, загалом компанія здійснює рейси у 70 країн світу.

## В Україні
Про вихід на український ринок flydubai повідомила у травні 2011 року. Польоти з Дубая до Києва та Харкова почалися 16 вересня 2011 року, а з Донецька до Дубая — з 17 вересня. З 15 вересня 2013 року flydubai почала здійснювати рейси до Одеси. Після початку війни на сході України перевізник призупинив польоти до Харкова та Донецька.

## Флот

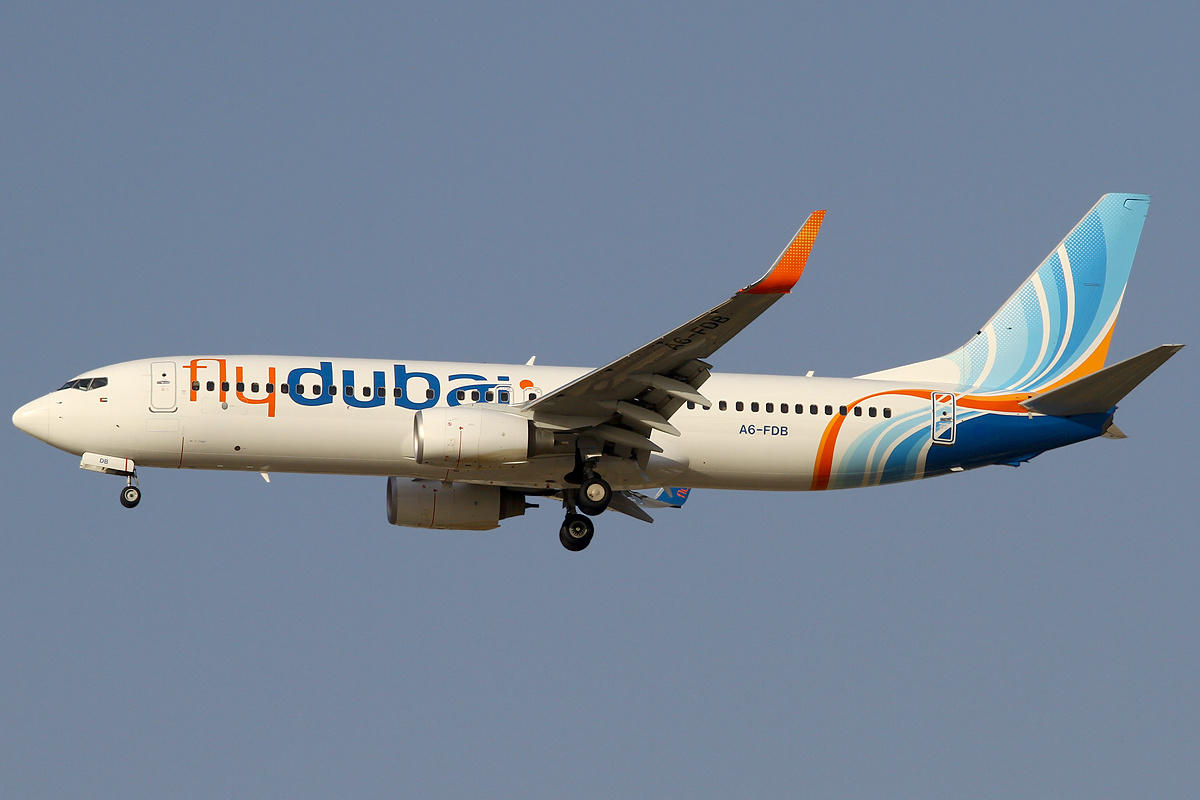
flydubai Boeing 737—800 заходить на посадку в Дубаї

Станом на березень 2021 року флот flydubai складається з указаних нижче типів літаків.

| Літак             | В експлуатації | Замовлено | Кількість місць | Кількість місць | Кількість місць | Примітки |
| Літак             | В експлуатації | Замовлено | C               | Y               | Всього          | Примітки |
| ----------------- | -------------- | --------- | --------------- | --------------- | --------------- | -------- |
| Boeing 737-800    | 40             | —         | —               | 189             | 189             |          |
| Boeing 737-800    | 43             | —         | 12              | 162             | 174             |          |
| Boeing 737 MAX 8  | 17             | 117       | 10              | 156             | 166             |          |
| Boeing 737 MAX 9  | 3              | 67        | TBA             | TBA             | TBA             |          |
| Boeing 737 MAX 10 | —              | 50        | TBA             | TBA             | TBA             |          |
| Всього            | 56             | 234       |                 |                 |                 |          |

## Катастрофи
19 березня 2016 року в однойменному міжнародному аеропорті Ростова-на-Дону, під час посадки літака Boeing 737-800 (реєстраційний номер A6-FDN) сталася перша в історії авіаліній катастрофа. Авіакатастрофа трапилась в ніч проти 19 березня розбився пасажирський Boeing-737 що здійснював рейс із Дубаї. На борту літака всі загинули. Причиною авіакатастрофи називають погані погодні умови. Літак розбився при другій спробі зайти на посадку, сам політ із Дубаї тривав 4 години, а потім ще близько 2 годин літак кружляв над аеропортом. Аварія трапилась при другій спробі зайти на посадку, це сталося вночі о 3:50 за місцевим часом. Літак що розбився у Ростові-на-Дону, у п'ятницю виконував рейс до Києва і повернувся до Дубая, раніше цей літак використовувався переважно на внутрішніх рейсах у ОАЕ.
Він надійшов в експлуатацію 5 років тому, і свій перший рейс здійснив 21 грудня 2010 року. Авіакомпанія була його першим та єдиним власником та користувачем.